# Ефименко, Александра Яковлевна
Алекса́ндра Яковлевна Ефиме́нко (урождённая Ставровская, 18 [30] апреля 1848, Варзуга — 18 декабря 1918, хутор Любочка Волчанского уезда Харьковской губернии) —  историк и этнограф, внёсший существенный вклад в изучение русской и украинской культуры. Первая в России женщина — почётный доктор русской истории (1910) honoris causa.

## Биография
Александра Ставровская родилась 18 (30) апреля 1848 года в селе Варзуга Архангельской губернии. Её отец, чиновник, рано умер, и Александра, ещё обучаясь в женской гимназии города Архангельска, работала домашней учительницей, обеспечивая всю свою семью. Вскоре после окончания гимназии (1863) Ставровская познакомилась с Петром Ефименко, ссыльным студентом; вместе с ним она занималась историей и этнографией, в 1870 году Александра стала его женой.
Будучи женой политического ссыльного, Александра Ефименко не имела права заниматься преподавательской деятельностью; основным источником заработка семьи Ефименко стали публикации в этнографических и исторических журналах. Ранние исследования Александры Ефименко посвящены её родному краю — русскому Северу. Среди них крупные исторические и этнографические работы — «Артели в Архангельской губернии» (1873), «Крестьянское землевладение на крайнем Севере» (1882—1883). В опубликованной в 1878 году в Санкт-Петербурге работе «Народные юридические обычаи лопарей, карелов и самоедов Архангельской губернии» исследовались традиционная юридическая культура этих народов, включая гражданское право, уголовное право, судебную систему и социальную организацию; эта работа, кроме того, содержала исторические документы XVII—XIX веков, большая часть которых была введена в научный оборот впервые. В электронной энциклопедии саамской культуры, опубликованной в 2003 году Хельсинкским университетом, Ефименко была названа одним из наиболее известных исследователей саамов Кольского полуострова XIX века.
Подытоживающим северные интересы Александры Яковлевны стал сборник её статей «Исследования народной жизни: Обычное право» (Москва, 1884, Вып. 1).
В 1870-х супруги Ефименко переезжают на Украину (сперва в Чернигов, а затем, в 1879, в Харьков). Во второй половине 1880-х Александра Яковлевна начинает публикацию серии статей, посвященных истории Малороссии: «Копные суды в Левобережной Украине» (1885), «Архиерейский подарок» (1888), «Двенадцать пунктов Вельяминова» (1888), «Бедствия евреев в Южной Руси XIX века» (1889), «Малорусское дворянство и его судьба» (1891), «Очерки истории Правобережной Украины» (1894—1895). Все они вышли в сборнике «Киевская старина» и впоследствии явились основой для подготовки её знаменитого учебника по истории Украины. Своим учителем в украиноведении А. Я. Ефименко считала Б. В. Антоновича. В 1896 Александра Ефименко заняла первое место в конкурсе на лучший учебник по истории Украины; ею был также написан «Элементарный учебник русской истории», выдержавший семь изданий (1911—1918). Изучала Ефименко и культуру Украины. Активно выступала за присвоение официального статуса украинскому языку (царским указом от 1876 года была запрещена печать на украинском языке). В 1907—1917 Ефименко являлась преподавательницей Бестужевских женских курсов в Санкт-Петербурге. В 1910 Харьковский университет присвоил Ефименко степень доктора истории; в том же году Александра Яковлевна стала профессором Бестужевских курсов.
В своих статьях Александра Яковлевна отстаивала мысль, вопреки официальной российской историографии, что Украина всегда была и есть равноправной частью восточного славянства. Она была также тверда в позиции, что Галицко-Волынское княжество стало единым самостоятельным государством и доказывала, что "именно литовская, а не московская половина Руси восприняла, сохранила и развивала традиции древнерусской жизни и в дальнейшем именно она, литовская Русь была прямой наследницей великокняжеской и удельной Киевской Руси".
В 1900-х годах Ефименко постигли финансовые трудности, связанные с собственной болезнью и тяжёлой болезнью мужа. Александра Ефименко переживает смерть двух дочерей, затем смерть Петра Ефименко (1908). После Октябрьской революции, в декабре 1917 года, Александра Яковлевна с единственной дочерью, поэтессой Татьяной, переехала на ставшую уже родной Украину, где преподавала в сельской школе, вела интенсивную переписку по поводу создания учебника истории Украины с редакцией журнала «Внешкольное просвещение» («Позашкільна освіта») и где написала свою последнюю статью — «Письма с хутора». Этот хутор — Любочка — стал последним пристанищем семьи Ефименко. В ночь с 17 на 18 декабря 1918 Александра и Татьяна Ефименко трагически погибли — были убиты ворвавшимися в их маленький домик бандитами. Принимая на себя ответственность за точность сообщения, некто Б. Элькин сообщал в 1919 году в газетах, что убийство А. Я. Ефименко произошло в Харькове во второй половине декабря 1918 г. или в самом начале января 1919 г. вскоре после занятия Харькова войсками Петлюры: «ее убили солдаты Петлюровского войска — убили за то, что она не хотела выдать солдатам спрятавшихся в ее квартире двух дочерей Харьковского губернского старосты (представителя гетманской власти) Неклюдова ... донос привел солдат к квартире Ефименко, где спрятались две дочери Неклюдова; Ефименко отказалась выдать их, заявив, что у нее никто не спрятан; был произведен обыск, девушки были обнаружены, убиты, и их участь тут же, на месте, разделила А. Я. Ефименко» (Платонов С.Ф. Александра Яковлевна Ефименко: Некролог //Дела и дни. – 1920. – Кн.1. – С.617–620).
Согласно теории, разработанной Ефименко, первоначально основным типом землевладения на Юге было дворище, которому на Севере соответствовало печище; именно эти типы землевладения и положили начало общине (см. работу Ефименко «Дворищное землевладение в Южной Руси», 1892). Ефименко предвидела неизбежное развитие капитализма в России. Вела и активную общественную деятельность; так, Ефименко являлась заместителем председателя Харьковского издательского комитета, организатором харьковского исторического кружка; выступала за женскую эмансипацию; читала лекции в Харьковской общественной библиотеке.
Сын Александры и Петра Ефименко, Пётр, — известный советский археолог, дочь, Татьяна, поэтесса Серебряного века.
Могила Александры Яковлевны Ефименко находится на территории школы села Бугаевка Волчанского района Харьковской области.

## Сочинения
Основные научные работы Александры Ефименко вошли в следующие книги:
- Ефименко А. Я. Исследования народной жизни, выпуск 1, 1884;
- Ефименко А. Я. Копные суды в Левобережной Украине, 1888;
- Ефименко А. Я. Архиерейский подарок, 1888;
- Ефименко А. Я. Два наместника, 1889;
- Ефименко А. Я. Двенадцать пунктов Вельяминова, 1889;
- Ефименко А. Я. Бедствия евреев в Южной Руси XIX века, 1889;
- Ефименко А. Я. Турбаевская катастрофа, 1891;
- Ефименко А. Я. Очерки истории Правобережной Украины, (1894—1895)[4];
- Ефименко А. Я. Южная Русь (в 2-х тт.), 1905.

Главный научный труд А. Я. Ефименко — «История Украины и ее народа» — СПб., 1907.